# Круглов, Борис Викторович
Борис Викторович Круглов (1897, Российская империя — 29 августа 1937, СССР) — военачальник Гражданской войны, комбриг (1937).

## Гражданская война
Из служащих, русский. Окончил шесть классов среднего учебного заведения (получил музыкальное образование). Участник Первой мировой войны. Воевал в составе 94-го Енисейского пехотного полка. В августе 1916 года окончил Владимирское военное училище. В боях был ранен. Последний чин в Русской императорской армии – поручик.
В Красной армии добровольно с августа 1918 года. Принимал участие в Гражданской войне в качестве красноармейца (август—ноябрь 1918), командира отделения и старшины (ноябрь 1918 — март 1919), помощника командира роты и командира роты (март — апрель 1919), командира 3-го батальона (апрель — август 1919) 9-го отдельного железнодорожного полка, помощника командира 455-го стрелкового полка (август — октябрь 1919), командира того же полка (октябрь 1919 — май 1920) в составе 51-й стрелковой дивизии РККА. Член РКП(б) с мая 1919 года.
Командир 153-й бригады 51-й стрелковой дивизии (май 1920 — июль 1921). В августе 1920 года 51-я дивизия из Сибири была переброшена в Северную Таврию, выгрузившись недалеко от Борислава, заняла позиции на правом берегу Днепра. Смена дислокации была вызвана начавшимся наступлением белогвардейских войск Врангеля из Крыма в северном направлении. В ночь на 7-е августа в результате кровопролитных боёв, красными был отвоёван небольшой плацдарм на левом берегу Днепра. Командиру 153-й бригады Круглову, в которую входили 457-й и 458-й стрелковые полки, была поставлена задача выдвинуть боевые силы на занятый плацдарм и любой ценой удержать занятые позиции. 12 августа конный корпус генерала Барбовича при поддержке отряда авиации, артиллерии, нескольких танков, бронемашин с пулемётами и тачанками, предпринял мощную атаку на позицию красных. 52-я и Латышская стрелковые дивизии РККА не выдержав давления начали свой отход через позиции 51-й стрелковой дивизии. В течение двух дней 153-я бригада Круглова держала усиливающийся натиск противника, а на третий день, 15 августа, начала своё контрнаступление, пробившись к Могиле Рясной, оттянула на себя значительные силы белых, тем самым облегчив положение других частей. 457-й полк за операцию на Каховском плацдарме был награждён орденом Красного Знамени РСФСР (12.6.1921) (Приказ РВС № 201, 1921).

## Служба в СССР
После Гражданской войны на ответственных командных и штабных должностях. С июля 1921 — командир 152-й бригады 51-й стрелковой дивизии. С июня 1922 — командир 152-го стрелкового полка той же дивизии. В октябре 1922 назначен помощником командующего, временно исполняющим должность командующего частями особого назначения (ЧОН) Западно-Сибирского военного округа. С июня 1923 — командующий ЧОН Приволжского военного округа. С октября 1923 — начальник штаба ЧОН того же округа. С июня 1924 — комендант Шлиссельбургской крепости. С ноября того же года — старший помощник начальника оперативной части штаба 1-го стрелкового корпуса.
В 1928 году окончил основной факультет Военной академии им. М.В.Фрунзе (поступил в 1925). С августа 1928 — помощник начальника штаба 4-го стрелкового корпуса. В январе 1930 назначен начальником штаба Полоцкого укрепленного района. С января 1931 — помощник начальника штаба 4-го стрелкового корпуса. Затем (до декабря 1932 г.) – начальник штаба Гродековского укрепленного района. С декабря 1932 – начальник штаба, с 1933 по май 1937 – комендант 101-го (Благовещенского) укрепрайона ОКДВА. В 1937 присвоено звание комбрига.
17 мая 1937 года арестован по обвинению в участии в военном заговоре по сфабрикованному делу. 29 августа 1937 года приговорён по 1-й категории к расстрелу, в тот же день приговор приведён в исполнение.
Определением Военной коллегии реабилитирован 23 июля 1957 года.